# Tuổi hồng thơ ngây
"Tuổi hồng thơ ngây" là bài hát Việt Nam có giai điệu nhẹ nhàng và buồn, do một tác giả khuyết danh sáng tác vào khoảng cuối thập niên 1980. Lúc xuất hiện bài hát nhanh chóng được yêu thích và lan truyền trong giới trẻ yêu âm nhạc tại Việt Nam, đặc biệt là giới sinh viên và học sinh cấp 3. Với những ca từ mộc mạc mang giai điệu buồn da diết, bài hát nói về mối tình của một chàng trai dành cho cô gái mà mình yêu, hai người đã gắn bó với nhau từ lúc còn ngồi trên ghế nhà trường. Tình cảm của họ tiến triển theo thời gian và đã có những kỷ niệm đẹp bên nhau, họ đã trao cho nhau những lời ước hẹn. Thế nhưng, cô gái kia đã không giữ lời hứa và bỏ đi lấy chồng trong nỗi đau khổ của người yêu. Có nhiều ca sĩ chuyên nghiệp lẫn không chuyên đã thu âm bài hát như Hải Nam, Thủy Tiên, Đàm Vĩnh Hưng, danh hài Chí Tài và ban nhạc mối.